# Ізабелла (серіал)
«Ізабелла» (ісп. Isabel) — іспанський історичний фантастичний телесеріал, зрежисований Хорді Фрадесом, спродюсований Diagonal TV для TVE. У серіалі розповідається про правління королеви Кастилії Ізабелли I. Транслювався на телеканалі «La 1» у 2012—2014 роках. Було відзнято три сезони серіалу.

## Виробництво
Із проєктом на знімання серіалу про королеву Ізабеллу TVE (національна державна телекомпанія Іспанії) звернулася до Isla Producciones, проте отримала відмову. Тоді знімання замовили в Diagonal TV. Сценаристами стали Хав'єр Оліварес, Хорді Фрадес та Анаїс Шаафф. Знімання розпочалися влітку 2011 року й відбувалися в кількох містах Іспанії: Касерес, Мадрид та Сеговія. Перший сезон було представлено 10 вересня 2012 року з восьмимісячною затримкою. Спочатку прем'єру планували на 30 січня 2012 року, проте через відсутність достатнього фінансування TVE довелося перенести її.
У листопаді 2012 року було вирішено відзняти другий сезон серіалу. Через протиріччя із Diagonal TV, що виникли ще під час знімань першого сезону, Хав'єр Оліварес вирішив покинути знімальну команду. Знімання сезону розпочалося в лютому 2013 року. Кілька сцен було знято в Альгамбрі в Гранаді. TVE анонсувало знімання третього сезону в липні 2013 року, ще до прем'єри другого сезону.

## Сюжет
У першому сезоні серіалу йдеться про період життя Ізабелли Кастильської між 1461 та 1474 роками, тобто від завершення її дитинства до шлюбу із Фернандо Арагонським та сходження на престол Кастилії.
У другому сезоні зображено події 1474—1492 років — від коронації Ізабелли до завоювання Гранади та початку подорожі Колумба.
У третьому сезоні йдеться про шлюби інфанти Хуани з Філіпом Габсбургом та принца Хуана з Маргаритою Австрійською, смерть старших дітей королівських монархів, Хуана та Ізабелли, Мігела, сина інфанти Ізабелли та короля Португалії Мануела I, а також одруження двох молодших дітей Ізабелли та Фернандо — інфант Катерини та Марії.
Продовженням серіалу «Ізабелла» стали фільм «Розколота Корона» (2016) та серіал «Карлос, король-імператор» (2015—2016).

## У ролях
| Актор                       | Роль                           |
| --------------------------- | ------------------------------ |
| Мішель Хеннер               | королева Ізабелла              |
| Родольфо Санчо              | Фернандо Арагонський           |
| Пабло Деркі                 | Енріке IV                      |
| Барбара Ленні               | Жуана Португальська            |
| Гінес Гарсія Міллан         | Хуан Пачеко                    |
| Педро Касабланк             | Альфонсо Каррільйо де Акунья   |
| Рамон Мадаула               | Гонсало Чакон                  |
| Пере Понсе                  | Гутьєрре де Карденас           |
| Клара Санчіс                | мати Ізабелли                  |
| Віктор Еліас                | принц Альфонсо                 |
| Серхіо Періс-Менчета        | Гонсало Фернандес де Кордоба   |
| Вільям Міллер (актор, 1978) | Бельтран де ла Куева           |
| Айноа Сантамарія            | Беатріс Фернандес де Бобаділья |
| Хорді Діас                  | Андрес Кабрера                 |
| Хуан Месегер                | Дієго Уртадо де Мендоса        |
| Кармен Лосано               | Хуана «ла Бетранеха»           |
| Хорді Банаколоча            | Хуан II Арагонський            |
| Даніель Альбаладехо         | Афонсу V                       |
| Сесар Веа                   | Педро Гірон Акунья Пачеко      |
| Андрес Еррера               | Педро Гонсалес де Мендоса      |
| Начо Лопес                  | Альфонсо де Паленсія           |
| Артуро Керехета             | Альфонсо де Фонсека            |
| Ернесто Аріас               | Педро де Перальта і Еспелета   |
| Фернандо Сансегундо         | Г'якопо Антоніо Веньєр         |
| Хав'єр Рей                  | Дієго Пачеко                   |
| Хуліо Манріке               | Христофор Колумб               |
| Лідія Міранда               | Беатріс Галіндо                |
| Алекс Мартінес              | Мухаммад XII                   |
| Фернандо Сото               | Родріго Понсе де Леон          |
| Алісія Боррачеро            | Аїша аль-Хурра                 |
| Хав'єр Мора                 | Мухаммад XIII аз-Загалл        |
| Нурія Гальярдо              | Інфанта Беатриса               |
| Роберто Енрікес             | Абу'л-Гасан Алі                |
| Нані Хіменес                | Ісабель де Соліс               |
| Ірен Есколар                | Хуана Божевільна               |
| Рауль Меріда                | Філіп Вродливий                |
| Ховік Каучкерян             | Франсіско Рамірес де Мадрід    |
| Еусебіо Понсела             | Кардинал Сіснерос              |
| Адріан Ламанья              | принц Хуан                     |
| Урсула Корберо              | Маргарита Австрійська          |
| Начо Адлегер                | Чезаре Борджіа                 |
| Іван Ермес                  | Мануел I                       |
| Франсеск Гаррідо            | Хуан Родрігес де Фонсека       |
| Пабло Кастаньйон            | Бартоломео Колумб              |
| Фернандо Гіллен Куерво      | Гуть'єр Гомес де Фуенсаліда    |
| Ектор Карбальйо             | Карл VIII Люб'язний            |
| Марія Кантуель              | інфанта Ізабелла               |
| Марта Бельмонте             | Анна Бретанська                |
| Хосе Педро Карріон          | Луї II де Ла Тремуйль          |
| Хонас Берамі                | Дієго Колон                    |
| Абель Фольк                 | Франсіско де Буслейден         |
| Сусана Абайтуа              | інфанта Марія                  |
| Наталія Родрігес            | Катерина Арагонська            |

## Міжнародна трансляція
Право транслювати «Ізабеллу» у Великій Британії 2013 року придбав телеканал «Sky Arts».
У Мексиці прем'єра серіалу відбулася на телеканалі «Canal 22» 6 серпня 2013 року.
У Чилі право транслювати серіал придбала національна телекомпанія Televisión Nacional de Chile.
У Сполучених Штатах серіал транслювали з 16 березня 2014 до 2018 року на каналі «Estrella TV».